# Кратех (провинция)
Кратех (на кхмерски: ក្រចេះ) (позната още като Кратие) е една от двайсетте провинции в Камбоджа. На север граничи с провинция Стънг Траенг, на югозапад с Кампонг Тям, а на югоизток с Виетнам, на запад с провинция Кампонг Тхом, а на изток с Мондул Кири.
В провинцията живее значително виетнамско малцинство, но Кратех е дом и на седем местни народа: пнорнг, коуи, мил, краол, стънг и тхамоун.

## Административно деление
Провинция Кратех се състои от един самостоятелен град-административен център Кратех и от 5 окръга, които от своя страна се делят на 46 комуни, в които влизат общо 250 села.
| ISO код | Окръг (на кхмерски) | Окръг         |
| ------- | ------------------- | ------------- |
| 1001    | ស្រុកឆ្លូង              | Тхлоунг       |
| 1002    | ស្រុកក្រចេះ              | Кратех        |
| 1003    | ស្រុកព្រែកប្រសព្វ         | Преаек Прасаб |
| 1004    | ស្រុកសំបូរ              | Самбоур       |
| 1005    | ស្រុកស្នួល              | Снуол         |

## Галерия
- Залез близо до град Кратех
- Събиране на ориз